# Alberic
Alberic egy község Spanyolországban, Valencia tartományban. Alberic Alzira, Antella, Benimodo, Carcaixent, Gavarda, Benimuslem, Massalavés és Castelló de la Ribera községekkel határos. Lakosainak száma 10 945 fő (2024).

## Népesség
A település lakosságának változását az alábbi diagram mutatja:
| Lakosok száma | 9341 | 9634 | 10 330 | 11 175 | 11 331 | 10 498 | 10 504 | 11 418 | 10 710 | 10 945 |
|               | 2001 | 2004 | 2007   | 2009   | 2011   | 2015   | 2017   | 2019   | 2022   | 2024   |